# 讷尔默达县

在古吉拉特邦的位置

讷尔默达县（Narmada district）为印度古吉拉特邦辖县，得名于讷尔默达河。该县地处古吉拉特邦东南部，县域北部与巴罗达县接壤，东部和马哈拉施特拉邦交界，南部与苏拉特县接邻，西部和珀鲁杰县相连。全县面积2,749平方公里，人口590,297人（2011年），其中城镇人口10.13％。行政中心为拉杰比布拉。

## 经济
讷尔默达县古吉拉特邦第三大经济欠发达县，目前从落后地区赠款基金计划（BRGF）获得资金。
21°52′N 73°30′E / 21.87°N 73.5°E